# Пара (округ)
Пара (нидерл. Para) — округ Суринама, расположенный в северной части страны. Административный центр — город Онвервахт. Другие города — Паранам, Сабана и Зандерей.
Население округа — 18 749 человек (2004), площадь — 5393 км².

## История
Руины города Йоденсаванна находятся в округе Пара. Евреи, бегущие от Испанской инквизиции основали Йоденсаванне в XVII веке, но поселение было уничтожено пожаром в 1832 году. Интересно, что во время Второй мировой войны в Йоденсаванне располагался концентрационный лагерь для подозреваемых в нацизме.

## Административное деление
| № | Коммуна                 | Население, чел. (2004) | Площадь, км² |
| - | ----------------------- | ---------------------- | ------------ |
| 1 | Ноорд-Пара (Noord-Para) | 6442                   | 236          |
| 2 | Оост-Пара (Oost-Para)   | 7349                   | 446          |
| 3 | Зуид-Пара (Zuid-Para)   | 4403                   | 909          |
| 4 | Биги-Пойка (Bigi Poika) | 335                    | 2361         |
| 5 | Каролина (Carolina)     | 220                    | 1441         |
|   | Всего                   | 18 749                 | 5393         |

## Экономика
Округ Пара — центр деревообрабатывающей и горной индустрии Суринама с большим числом работающих шахт.
В округе Пара расположен источник которому приписывают полезные медицинские качества.